# رئيس (مصطلح)

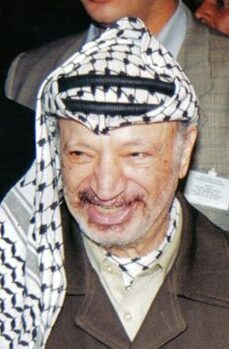
كان يُشار إلى الزعيم الفلسطيني ياسر عرفات باسم "الرئيس"

الرئيس هو لقب عربي يشير "للرئاسة" أو "الزعامة". وهو يأتي من الجذر (رَأَس) غالبًا ما يُستخدم في العربية في سياق السياسة، بينما في الفارسية في سياق الأعمال والشركات. يستخدمه كذلك المتحدثون باللغة السواحيلية. إن الشكل التركي العثماني للقب هو رييس، إن مصطلح رئيس اُستخدم في فترة ما قبل الإسلام، وقد يكون بمثابة لقب شرف في اسم الشخص. في العالم العربي المركزي، كان المصطلح يعني في الأصل رئيس القرية.

## الهند البريطانية
في الهند البريطانية، كان النبلاء من أصحاب الأراضي في المجتمعات الإسلامية يستخدمون كلمة رئيس غالبًا لوصف مكانتهم الأرستقراطية في المجتمع. وكان المسلمون يستخدمون مصطلح رئيس أيضًا في كثير من الأحيان عند إبرام عقود الأوقاف في مجتمعهم. على الرغم من أن الوثائق القانونية استخدمتها في سياق "أصحاب الأراضي" أو مالكي الأراضي. ظهرت أيضًا مصطلحات أخرى مثل "مالك" أو "زميندار" كـ "ملاك الأراضي" على الرغم من أن هذه الألقاب كانت تعني أن الفرد الذي يحملها كان حاكمًا أكثر من كونه مالكًا.
بالرغم من ذلك، عند وصف أي جانب من جوانب إدارة ممتلكاتهم، كان "الرئيس" أو "الزمندار" يستخدمون مصطلحات ملكية. كان الرئيس يجلس على عرش (المسند أو القعدة). أما الريعات، الذين فضل البريطانيون تسميتهم بالمستأجرين أو الفلاحين، فكانوا في الحقيقة رعايا له. وعندما يلتقي الرئيس بريعه، يصف نفسه بأنه يعقد مجلسًا (دربار). والمال الذي يدفعه الريع لسيده لم يكن إيجارًا بل كان يُعتبر جزية (نذرانة). والمكان الذي يدفع فيه الريع الجزية كان يُسمى كتشاري، تمامًا كما هو الحال في مكاتب تحصيل الإيرادات الحكومية، وكان الموظفون الذين يجمعون الحسابات ويتأكدون من دفع الجزية في مواعيدها يُعرفون بألقابهم الملكية المملوكية مثل (الدوّان) و(السيّاح - وهم فرسان الخيالة).

## الأردية
من اللغة العربية، وعبر الفارسية، جاءت هذه الكلمة إلى اللغة الأردية كـ(راييس)، والتي تعني الشخص الذي ينتمي إلى طبقة الأرستقراطية ذات التميز النبيل.
في اللغة الأردية، تُستخدم كلمة رئيس أيضًا بشكل مشابه للمصطلح الإنجليزي "المال القديم" (أثرياء ورثوا ثراءهم عبر عدة أجيال)، باعتباره نقيضًا أو نقيضًا لكلمة "الأثرياء الجدد" (ثري جمع ثروة كبيرة في جيله).
عندما ترجم سيد عابد علي عابد كتاب "متعة الفلسفة" لويل ديورانت إلى اللغة الأردية، قام بترجمة كلمة (أرستقراطية) إلى (رئیسيت).

## فلسطين
الصفة العربية «عظيم» تُضاف أيضًا بمعنى «الرئيس العظيم». هذا المصطلح، وكذلك المصطلح العبريיושב-ראש يستخدمهما الإعلام الإسرائيلي للإشارة إلى رئيس السلطة الوطنية الفلسطينية بسخرية، على عكس נשיא (برزدنت (بالإنجليزية: president)).
في مقال رأي بصحيفة نيويورك تايمز، أشار المعلق بريت ستيفنز إلى الزعيم الفلسطيني الراحل ياسر عرفات باعتباره "الرئيس".

## تتارستان
في جمهورية تتارستان (جزء من روسيا)، صوت المشرعون الإقليميون في ديسمبر 2022 على تغيير لقب رئيس الجمهورية من برزدنت (بالإنجليزية: president) إلى رئيس (بالتتارية: Рәисе, Rəise). كان يُنظر إلى لقب الرئيس باعتباره الرمز المتبقي الأخير للفيدرالية بعد الإصلاحات المركزية في عهد فلاديمير بوتن.